# Bourreria tomentosa
Bourreria tomentosa là loài thực vật có hoa trong họ Mồ hôi. Loài này được (Lam.) G.Don mô tả khoa học đầu tiên năm 1837.